# Rosemarie Pritzkat
Rosemarie Pritzkat (* 1949) ist eine deutsche Organistin und Chorleiterin.

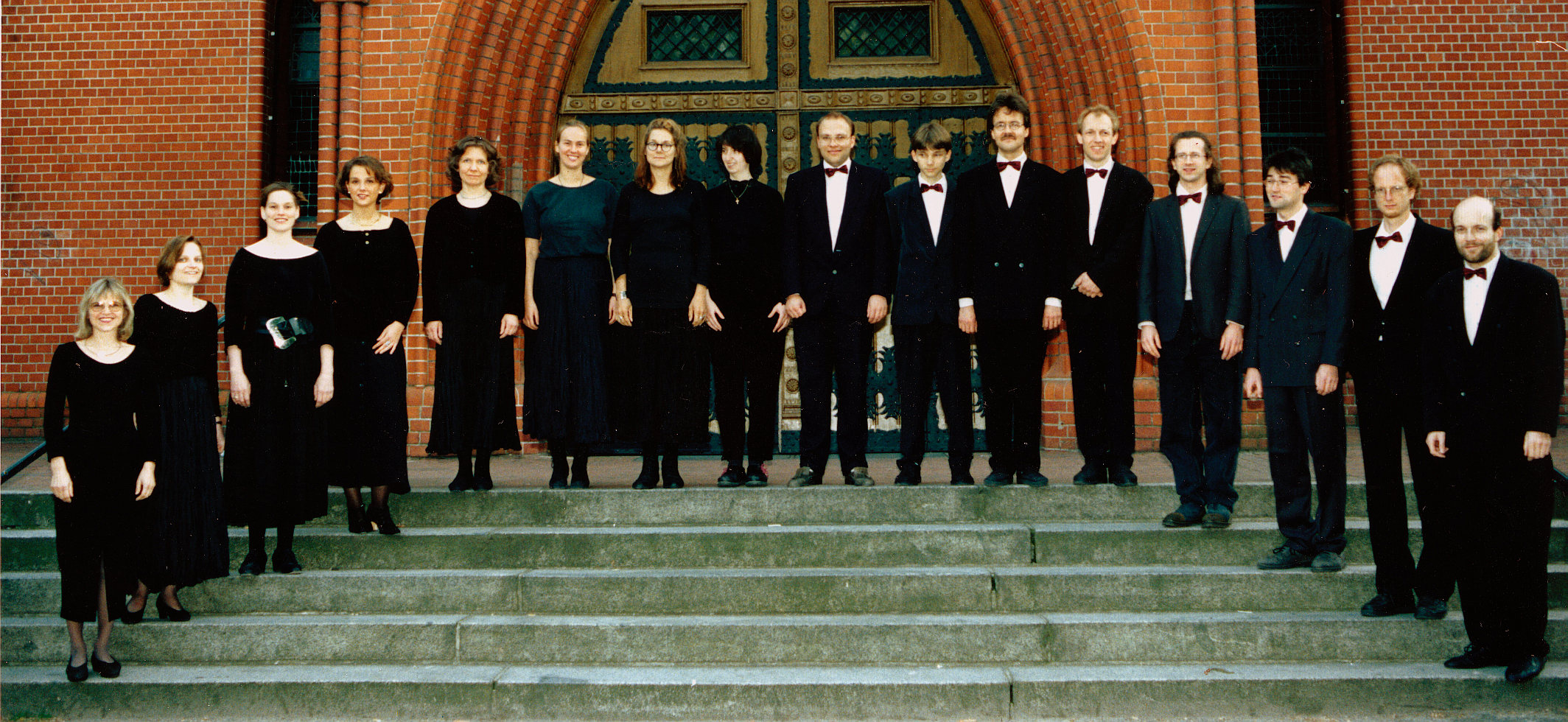
Chor „cantabile hamburg“ (1995), links Rosemarie Pritzkat

## Leben
An der Hochschule für Musik und Theater Hamburg schloss Pritzkat mit der Großen A-Prüfung für Kirchenmusik ab und legte das Künstlerische Diplom im Konzertfach Orgel ab. In Meisterkursen im In- und Ausland vertiefte sie sich im Bereich der Alten Musik.
Sie konzertiert als Organistin und mit großen Chören. In den Jahren 1981 bis 1991 leitete sie die Harburger Kantorei, mit der sie große Oratorien aufführte, und von 1988 bis 1995 den Kammerchor Norddeutsches Brahms-Ensemble. 1991 übernahm sie an der Hamburger Hauptkirche St. Nikolai die Leitung des Hamburger Knabenchores, den sie zu einer Chorschule entwickelte. Konzerttourneen führten sie mit dem Chor nach Amerika, Südafrika, China und Südkorea. Zum 1. Januar 2021 gab sie die Leitung des Chores ab.
Ihre Chöre wurden auf deutschen und internationalen Wettbewerben für A-cappella-Musik mehrfach ausgezeichnet. Sie ist Gastdozentin für Chorleitung und Stimmbildung. 2002 wurde Rosemarie Pritzkat zur Kirchenmusikdirektorin in Hamburg ernannt.
Rosemarie Pritzkat ist seit 2014 verwitwet und hat zwei Söhne und zwei Töchter.